# ミッキー・ジェームス
ミッキー・ジェームス（Mickie Laree James-Aldis、1979年8月31日 - ）は、アメリカ合衆国バージニア州出身の女子プロレスラー。

## 来歴
プロレス好きであった父の影響でミッキー自身もプロレスのファンとなり、レスリング・スクールでトレーニングを開始する。1999年にインディ団体でアレクシス・レイリーという名前でプロレスデビューする。2002年から2003年にはTNAでも活動した。

### WWE
2004年にWWEと契約し、OVWでトレーニングを開始する。
2005年10月のRAWでミッキー・ジェームスとしてWWEデビュー。トリッシュ・ストラタスの大ファンというギミックを与えられるが、徐々にストラタスのストーカーへと変化していくという、半年以上に渡る長いアングルが始まる。
ジェームスはストラタスと行動を共にし、ビクトリアやキャンディス・ミシェルらと抗争する。しかしストラタスへの憧れは大きくなるあまり、近づく者を排除し、服装などを真似てストラタスそのものになろうとするサイコキャラとなり、徐々にヒール側へと傾いていく。ついに自分のことを理解してくれないストラタスを憎み、大々的な抗争が始まり翌2006年のレッスルマニア22ではついにストラタスから女子王座を奪取する。
王座奪取後はミッキーに恨みを持つ旧友というギミックでデビューしたベス・フェニックスと抗争を開始するがベスが怪我により戦線離脱したため抗争は立ち消えとなる。8月にリタに王座を奪われ、リタとの抗争でフェイスターンし、11月のサバイバー・シリーズでリタに勝利し、再び女子王者となる。その後はメリーナやビクトリアと抗争を繰り広げる。
2007年7月からは怪我から復帰したベス・フェニックスと再び抗争を開始する。その後女子王者となったベスに幾度と挑み敗れていたが、2008年4月にベスを下し、女子王座を奪取する。新王者となってからもベスとの抗争は続き、8月のサマースラムで当時IC王者だったコフィ・キングストンと組み、ベス･フェニックス、サンティーノ・マレラ組とダブルタイトルマッチを行うが、ベス&マレラ組に敗れコフィと共に王座を失う。その後もベスと王座を巡り争う。
2009年に入ってからは王座戦線から離れていたが4月のドラフトでRAWに移籍してきたマリースの持つディーヴァズ王座に狙いを定め、ディーヴァズ王座の第一挑戦者となり、7月26日のナイト・オブ・チャンピオンズでマリースから王座を勝ち取る。以降防衛を続けていたが10月12日のRAWでジリアンとの王座戦で敗れ王座を失った。またディーバ・トレードにより、スマックダウンへ移籍することとなった。スマックダウン移籍後は女子王者のミシェル・マクールやレイラから執拗な攻撃を受ける。12月のTLCではミシェルの王座は奪えなかったが、2010年1月31日のロイヤルランブルで王座を奪取する。しかし2月26日のSmackDown!でマクールに敗れ王座を失い、4月22日にWWEから解雇された。

### インディ～TNA
2010年7月24日のSMASHで、同じく元WWEのユージン、スカリーIIホッティとともに来日して試合を行う予定だったが、練習中の負傷のため欠場。
9月にTNAと契約。TNA Xplosionで一試合調整してから10月7日のTNA iMPACT!の放送においてデビュー。
2011年4月17日のLOCKDOWNにてマディソン・レインからTNA女子ノックアウト王座を獲得した。また7月にはメキシコのAAAにも参戦した。
2013年5月にはベルベット・スカイからTNA女子ノックアウト王座を奪取し、2度目の戴冠となった。

### WWE

#### NXT
2016年11月19日、WWEの傘下団体であるNXTのNXT TakeOver Torontoに出場。NXT女子王座を保持するASUKAに挑戦。序盤より猛攻を受け、終盤に反撃に出るが最後にアスカロックを決められ敗戦した。

## その他
2014年12月、TNAロスターのマグナスと婚約した。

## 得意技

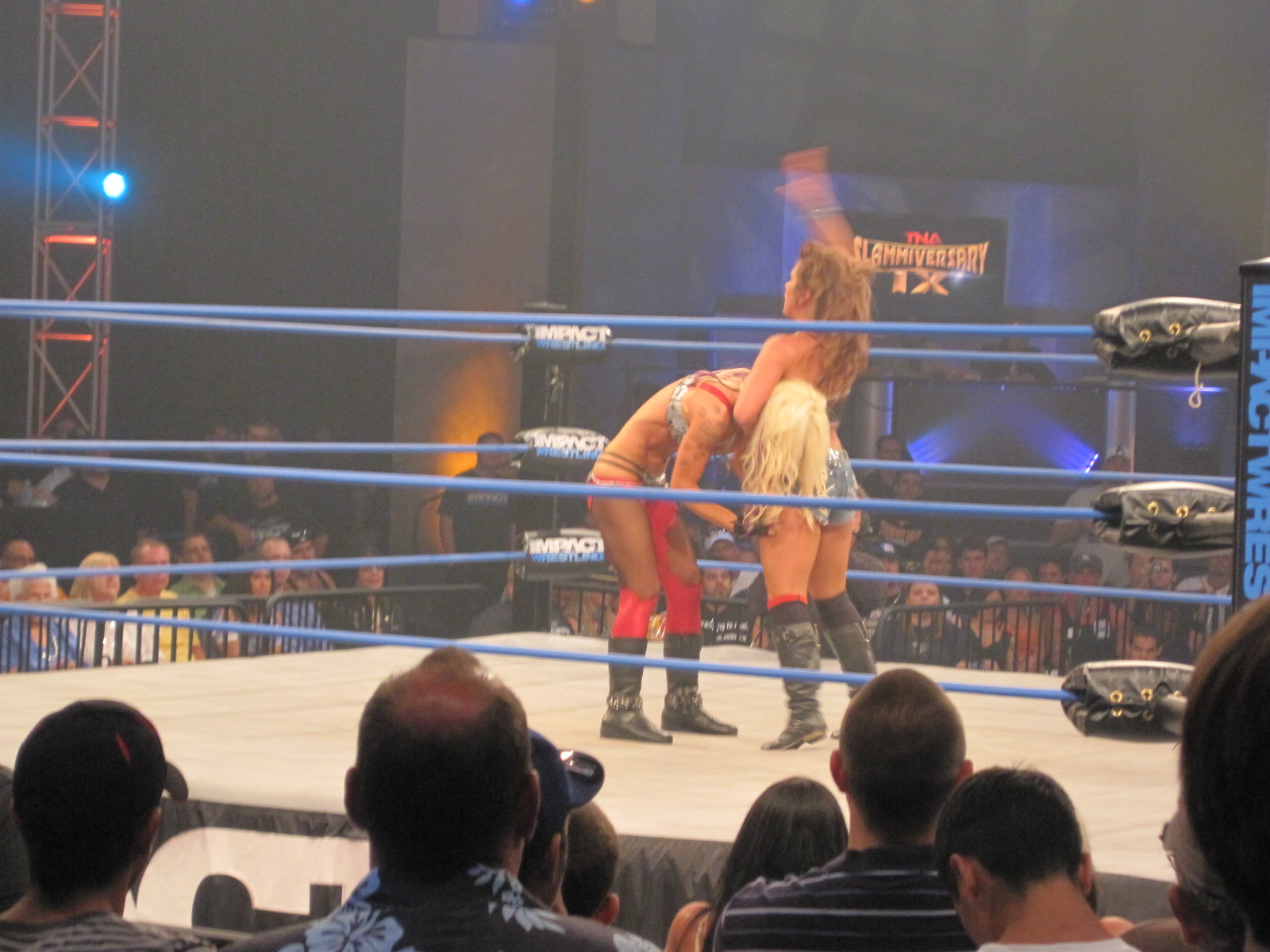
ジャンピング・DDT

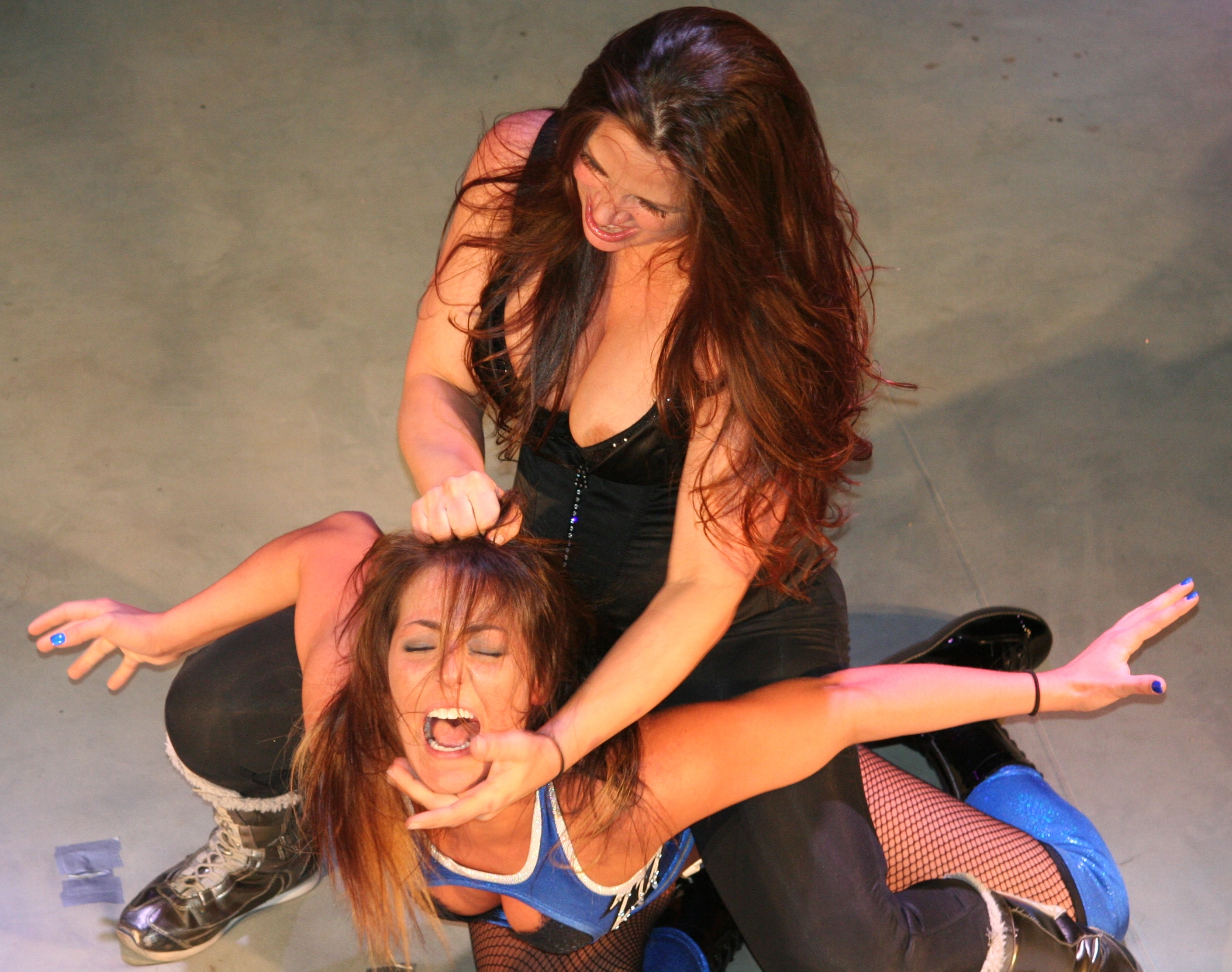
キャメルクラッチ

### フィニッシュ・ホールド
ミッキーDT
見得を切ってから、コーナーを使わずに自ら飛び上がり反動をつけてからDDTに移行する。現在のフィニッシャー。
ミック・キック/ロング・キス・グッドナイト
相手にキスした後、相手の頭部を狙うバックスピンキック

### 投げ技
スナップ・スープレックス

### 打撃技
フライング・ボディシザース・ドロップ
大一番ではコーナー上から繰り出す。
エルボー
ビンタ
クローズライン
スーパーキック
延髄斬り
チック・キック
トリッシュとの抗争中にチック・キックを真似た技。ハイキックと同じ技。

### 関節技
キャメルクラッチ

## 獲得タイトル

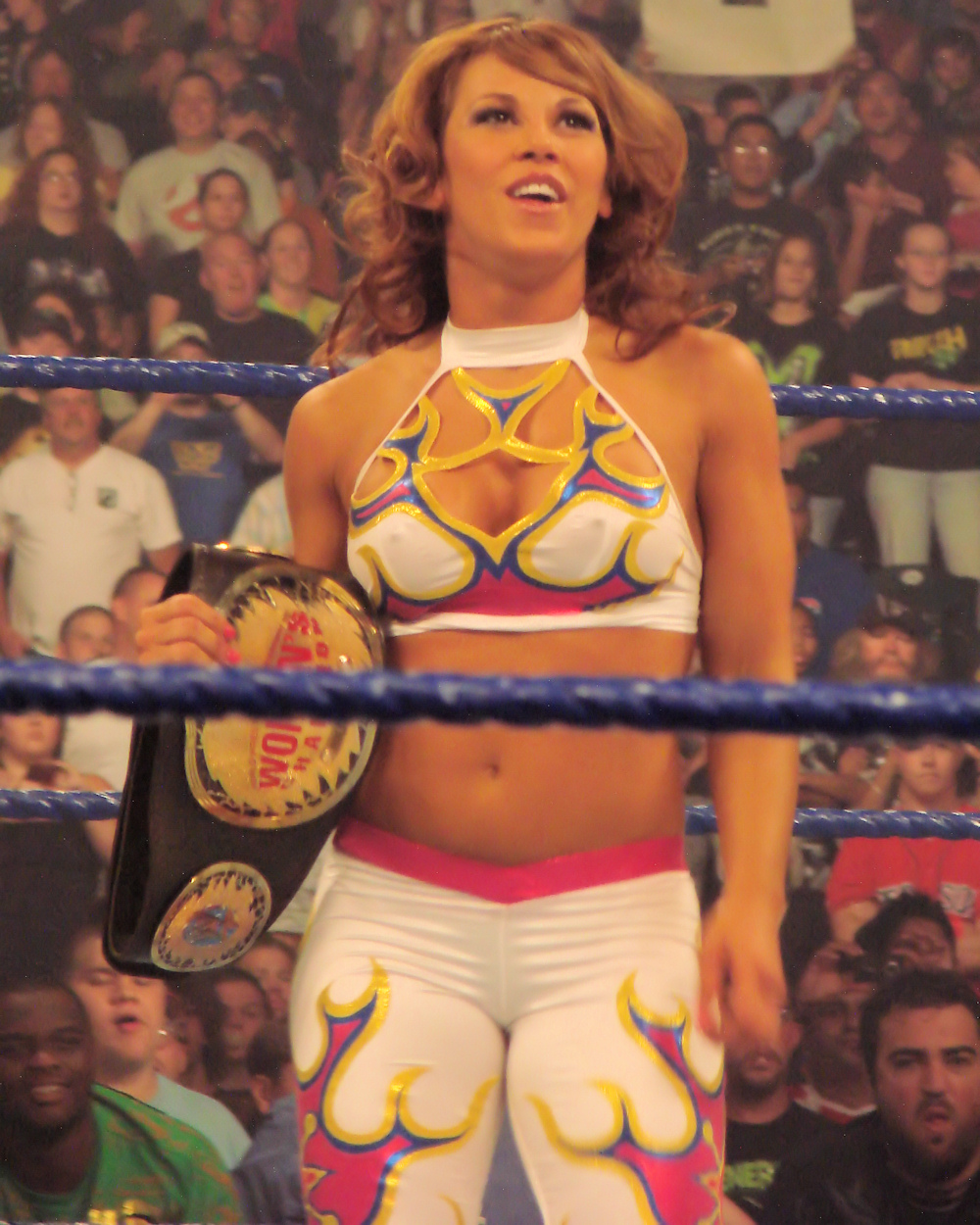
WWE・女子王座

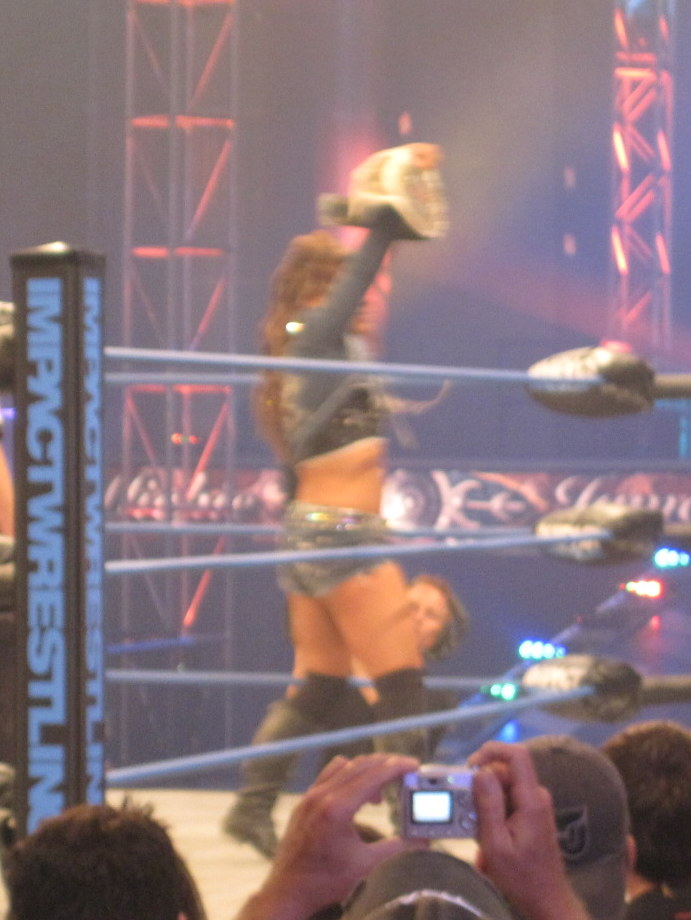
TNA女子ノックアウト王座

WWE
WWE・女子王座 : 5回
WWE・ディーヴァズ王座 : 1回
TNA/インパクト
インパクト・ノックアウト王座 : 4回

## 入場曲
- The Spapk
- Hardcore Country
- Obsession
- Ice Breaker
- Time To Rock "N Roll
- Just a Girl
- Day Dreamin' Fazes
- Girlfriend